# Nezahualcoyotl
Nezalhualcoyotl (Netzahualcoyotl, „Nienasycony Kojot”; ur. 1402, zm. 1472) – w czasach prekolumbijskich aztecki mędrzec, władca Texcoco, uczestnik azteckiego trójprzymierza (Tenochtitlán–Texcoco–Tacuba).

## Osiągnięcia
Nezahualcoyotl uznawany jest za stworzyciela tak zwanego „Złotego wieku” w Texcoco. Był twórcą prawa, założycielem stypendiów, promotorem kultury i wysokich norm obyczajów, które były wzorem dla innych ówcześnie żyjących plemion. Nezahualcoyotl zaprojektował zasady prawa opartego na podziale władzy, która tworzyła radę finansów, wojny, sprawiedliwości i kultury oraz muzyki. Pod jego okiem w Texcoco zbudowano obszerną bibliotekę, która niestety nie przetrwała hiszpańskiego podboju. On też założył akademię muzyki skupiającą w swoich murach wszystkich godnych artystów z całego regionu Mezoameryki. Według XVIII-wiecznego historyka Lorenza Boturiniego Benaduciego Texcoco stało się wtedy „Atenami Zachodniego Świata”.
Nezahualcoyotl prawdopodobnie był jednym z wielkich projektantów i architektów prehiszpańskich. Jemu przypisuje się zaprojektowanie „zapory Nezahualcoyotl”, która rozdzielała świeże i słonawe wody jeziora Texcoco. System ten był używany jeszcze w 100 lat po jego śmierci.
Badania takich historyków, jak Jongsoo Lee rzucają wyzwanie wizerunkowi władcy Texcoco ukazanemu w źródłach kolonialnych. Źródła na temat życia tlatoani Texcoco można podzielić na te pochodzenia texcokańskiego i te stworzone zgodnie z narracją Mexików. Zakonnik i kronikarz Motolinia jako pierwszy przytoczył utarty w historiografii kolonialnej obraz władcy jako przeciwnika ofiar z ludzi i wybitnego prawodawcy. Punkt widzenia Texcoco ukazywały także Roczniki z Chiauhtla. Pozytywny wizerunek Nezahualcoyotla przytacza także franciszkański autor Juan de Torquemada w dziele Monarquia indiana. Do źródeł meksykańskich należą pieśni, roczniki i relacje, z których wyłania się odmienny obraz władcy jako naśladującego  koncepcje Mexików w dziedzinie religii, czy polityki oraz największego sojusznika Tenochtitlanu. Potomek władcy, wybitny historyk Fernando de Alva Ixtilxochitl napisał dzieje rodzinnego miasta i słynnego przodka, by, jak utrzymywał, zgłębić jego historię oraz jego imiennika, Ixtilochitla II. W praktyce jednak relacja kronikarza była przedsięwzięciem politycznym chwalącym czyny przodków, także w celu polepszenia własnej sytuacji materialnej i prestiżu Texcoco.

## Religia
U wykształconej klasy dygnitarzy, kapłanów i władców istniało przekonanie, że u początku wszystkiego był jeden, potężny twórca wszechrzeczy, swoiście dwoisty, jednoczący w sobie pierwiastek żeński i męski. Dopiero ów jedyny, pierwotny bóg (Ometeotl) stworzył świat cały, a więc przyrodę, życie, zwierzęta i ludzi a zarazem stworzył innych bogów podrzędnych. Bóg ten według nich, nie potrzebował odrębnego miejsca dla oddawania mu czci. Wręcz odwrotnie – powinno się go wzywać i otaczać kultem wszędzie, w każdym zakątku ziemi, jako najwyższą, niewidzialną i niewyobrażalną istotę górującą nad człowiekiem i całym światem. Człowiek powinien przez całe życie poszukiwać go, wzywać i prosić o pomoc, starając się zbliżyć do bóstwa drogą wyboru takiego sposobu życia, który umożliwiałby mu dotarcie do wyższych sfer życia duchowego. Głównym przedstawicielem takiego spojrzenia na sprawy religii był Netzahualcoyotl. Oddawał on cześć jednemu, niewyobrażalnemu i niewidzialnemu Bogu-Stwórcy, zwanemu Tloque Nahaque („Mający Wszystko w Sobie”), Moyocoyani („Tym Który Sam się Stwarza”) lub Ipalnemahuam („Ten, Którym Wszyscy Żyjemy”) – aspekty boga Ometeotl. Swoje wierzenia pragnął rozpowszechnić wśród swojego ludu, lecz szybko zorientował się, że narzucenie innej koncepcji religijnej stanowiłoby zbyt duży wstrząs pojęciowy. Swoje wierzenia w sferze prywatnej narzucił jedynie wśród swej rodziny. Hiszpański kronikarz Clavijero pisał:

Nakazywał prywatnie swym synom, aby adorując pozornie idole, co czynili dla zjednoczenia się z ludem, w duszy nienawidzili ten kult godny śmiechu, jako że skierowany był do istot bez czucia. Nie uznawał on innego boga poza Stwórcą Nieba, ale nie zakazywał w swym królestwie idolatrii nie chcąc, aby go oskarżono o sprzeciwianie się tej uznanej powszechnie doktrynie. Zabronił składania ofiar z ludzi. Zdając sobie jednak sprawę z tego, jak trudne byłoby dla ludu pozbycie się pewnych idei z dziedziny religii, przywrócił ten zwyczaj, ale rozkazał, pod groźbą ciężkich kar, aby w żadnym przypadku nie ofiarowywano innych ludzi poza jeńcami wojennymi.
Niektórzy władcy i panowie, pomimo iż oddawali cześć swoim bożkom i bogom i czynili im ofiary, jak już powiedziano, jednak wątpili w to, że rzeczywiście mieliby oni być bogami i czuli, że błędem było wierzenie, iż te postacie uczynione ludzkimi rękami z kija i kamienia miałyby być bogami. Szczególnie Nezahualcoyotl był tym, który najbardziej w to wątpił, poszukując wszędzie świadectwa o prawdziwym Bogu i stwórcy wszystkich rzeczy. A ponieważ Bóg, w swym tajemnym wyroku, nie zechciał go oświecić, przyjmował to, co jego rodzice czcili (...) i chociaż mieli wielu bożków, którzy reprezentowali różnych bogów, nigdy nie wymieniali pojedynczo każdego z nich, ani wszystkich ogólnie, lecz mówili w swym języku Tloque Nahuaque, co znaczy Pan Nieba i Ziemi. Jest to najbardziej ewidentny znak, iż uznawali za pewne, że nie ma więcej bogów niż jeden. I tak nie tylko mówili najbardziej rozumni i inteligentni, ale także ludzie zwykli (...), czyli, że jeżeli chodzi o ich bogów, niektórzy rozumieli błąd, w którym żyli i stąd wynika też, że zdobyli również wiedzę o nieśmiertelności duszy.

Sam władca Nezalhualcoyotl uważał, iż „ten, który sprawił, że wszyscy istniejemy, nie może być przedstawiony i należy wyobrażać go sobie tylko i wyłącznie jako ideę”.

## Poezja Nezalhualcoyotla
Nezalhualcoyotl znany był z pisania licznych wierszy i poematów. Niektóre z nich zostały przetłumaczone przez jego wnuka Juan Bautista de Pomar.
- To ty ?
- In chololiztli (Lot)
- Ma zan moquetzacan (Wstań)
- Nitlacoya (Jestem smutny)
- Xopan cuicatl (Piosenka o wiośnie)
- Ye nonocuiltonohua (Jestem bogaty)
- Zan yehuan (On samotny)
- Xon Ahuiyacan (Bądź radosny)

## Zapis i potomkowie
Nezahualcoyotl zmarł 4 czerwca 1472. Miał wiele konkubin i szacuje się, że spłodził 110 potomków. Po jego śmierci tron przejął jego syn Nezahualpilli jako tlatoani Texcoco.
Jego wielki wnuk Juan Bautista de Pomar był znany z napisania zbioru wierszy w języku nahuatl oraz kroniki historii Azteków.